# Baie de San Sebastián
Pour les articles homonymes, voir Baie de Saint-Sébastien et San Sebastián.
La baie de San Sebastián est une baie située au nord de la grande île de la Terre de Feu. Située dans la partie argentine de l'île, elle fait partie de la province Terre de Feu, Antarctique et Îles de l'Atlantique Sud.
La baie donne sur la côte de la mer d'Argentine et dans l'océan Atlantique. La baie est délimitée au nord par la péninsule El Páramo, dont le point culminant est la Punta de Arenas (es), et au sud par le cap San Sebastián (es).
Son embouchure mesure environ 9 milles nautiques de large (17 km), et la baie a une profondeur moyenne de 20 mètres.